# هاينز بولا
هاينز بولا (بالألمانية: Heinz Paula)‏ (و. 1951  م) هو سياسي ألماني، ولد في بورغهآيم، هو عضوٌ الحزب الديمقراطي الاجتماعي الألماني، شارك في الانتخابات الرئاسية الألمانية 2012، والانتخابات الرئاسية الألمانية 2004، والانتخابات الرئاسية الألمانية 2009، والانتخابات الرئاسية الألمانية 2010.

## مناصب
تولى منصب عضو في البوندستاغ الألماني (17 أكتوبر 2002–18 أكتوبر 2005).